# Amida (rodzaj)
Amida – gatunek chrząszcza z rodziny biedronkowatych i podrodziny Coccinellinae.
Rodzaj ten został opisany w 1896 roku przez George'a Lewisa. Jego gatunkiem typowym wyznaczono Scymnus (Nephus) tricolor, opisany w 1878 roku przez Edgara von Harolda.
Chrząszcze te mają owłosione, umiarkowanie wypukłe ciała długości od 4 do 6 mm. Duże oczy mają prawie proste krawędzie wewnętrzne i bardzo głębokie, wąskie wycięcia zaczułkowe. Złożone z 11 członów czułki są dość długie. Głaszczki szczękowe o ostatnim członie szerszym niż długim i nieco rozszerzonym wierzchołkowo. Na pierwszym widocznym sternicie odwłoka obecne linie zabiodrowe, które są niepełne i nie sięgają tylnego brzegu tego sternitu. Odnóża o trójczłonowych stopach. Narządy rozrodcze samców odznaczają sipho zakończonym dwoma gałęziami, z których jedna jest długa i nitkowata.
Należą tu m.in.:
- Amida decemmaculata Yu, 2000
- Amida jinghongiensis (Pang et Mao, 1979)
- Amida nigropectoralis (Pang et Mao, 1979)
- Amida quinquefasciata Hoàng, 1982
- Amida tricolor (Harold, 1878)
- Amida vietnamica Hoàng, 1982

Owady znane z Guangdongu, Kuangsi, Junnanu i Hunanu w Chinach oraz Wietnamu, Tajwanu i Japonii.